# 法拉龙板块

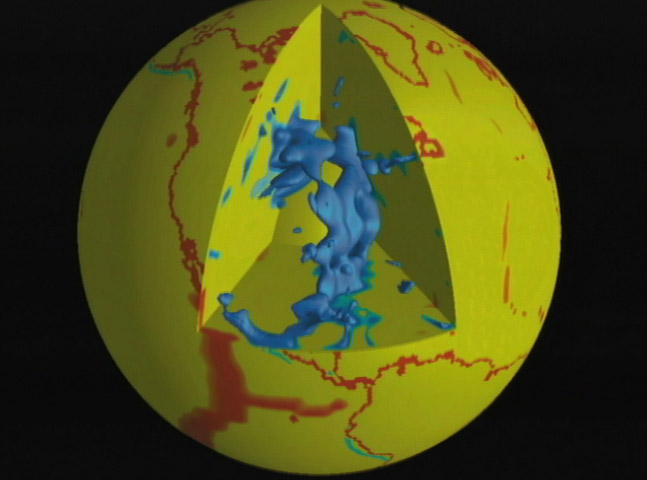
法拉龙板块的残遗部分已经深入地幔内部。

法拉龙板块是一个古代的大洋板块，早在侏罗纪泛大陆解体的时候，就开始隐没于北美洲板块的西海岸之下，最初的隐没带位于今美国犹他州，以后随着北美洲板块的不断增生而逐渐向西推移。它是以美国加利福尼亚州圣弗朗西斯科西边不远处的法拉龙群岛命名的。
当法拉龙板块的隐没开始之后，随着时间的推移，其中心部分陆续隐没于北美洲板块的西南部分之下，现在已经全部隐没。法拉龙板块是东太平洋海隆形成的，由于东太平洋海隆被一些巨大的转换断层切分为许多相距甚远的段落，这些转换断层的东部也已经隐没，所以现在法拉龙板块的残余部分已经被分割成了若干个小板块和微板块。自北向南依次是：探险家板块，胡安·德富卡板块，戈尔达板块（这三者都隐没于北美洲板块的北部）；里维拉板块，科科斯板块（这二者隐没于中美洲之下）；以及隐没于南美洲板块之下的纳斯卡板块。
据研究，法拉龙板块的大部分最初以是以一个很小的角度俯冲到北美洲（尤其是美国西部和加拿大西南部）之下的，从而造就了这一地区的大部分山地（特别是美国境内的落基山脉）。据信，法拉龙板块的一个大碎片现今已经位于北美洲之下的地幔中。另据推测，法拉龙板块已经隐没的扩张中心并未停止活动，它的扩张，可能是美国西部盆山相间区形成的原因。
另外，法拉龙板块还把古老的岛弧和来自其他遥远的板块的各式各样的大陆地壳碎块搬运到北美洲，使北美洲板块不断增生。这些从其他地方搬来的碎块称为地体（有时也更强调地叫作“外来地体”）。北美洲西部的大部分地区都是由这些增生的地体构成的。